# Bennet Woodcroft
Bennet Woodcroft FRS (Heaton Norris, 20 de Dezembro de 1803 - Brompton, 7 de Fevereiro de 1879) foi um fabricante têxtil inglês, arqueólogo industrial, pioneiro da propulsão marítima, uma figura líder na reforma de patentes.

## Biografia
Woodcroft nasceu em Heaton Norris, Lancashire. Foi o fundador da Patent Office Library, agora parte da Biblioteca Britânica, e do Patent Museum, cujas coleções agora fazem parte do Science Museum, em Londres. Foi também professor na University College London.
Casou-se com Agnes Bertha Sawyer (7 de Setembro de 1833 – 10 de Março de 1903) em Hampstead em Setembro de 1866. Ele tinha 63 anos e ela 33. O casal não teve filhos. No Censo de 1871, eles viviam sozinhos com servos. Já no Censo de 1881 ela estava viúva e vivendo com apenas com um cozinheiro.
Woodcroft morreu em 1879 e foi enterrado no Cemitério de Brompton, Londres. Seu retrato encontra-se no National Portrait Gallery.

## Trabalho
Woodcroft patenteou melhorias fundamentais na maquinaria têxtil e na propulsão dos navios, o que, por sua vez, levou a um interesse crescente na história do procedimento de patente. Como resultado de uma reorganização do Escritório de Propriedade Intelectual (Intellectual Property Office), em 1852, tornou-se Superintendente de Especificações. Isso lhe deu a oportunidade de desenvolver uma coleção privada de máquinas históricas.
Quando o South Kensington Museum estava sendo planejado, em meados dos anos 1850, o Escritório de Patentes, através de Woodcroft, foi convidado a montar uma coleção de dispositivos industriais para exibição. Quando o museu abriu as portas em 1857, o edifício incorporou um museu separado do escritório de patente e Woodcroft permaneceu sendo sua força motriz até aposentar-se em 1876.
Woodcroft exibiu uma paixão por garantir itens notáveis de máquinas históricas. 1862 foi um ano particularmente frutuoso quando, devido a seus esforços, seu museu garantiu a Puffing Billy, a locomotiva mais velha sobrevivente do mundo (1814), e que estabeleceu o padrão de design para as locomotivas, e o PS Comet (1812), primeiro navio a vapor a ser operado comercialmente na Europa.

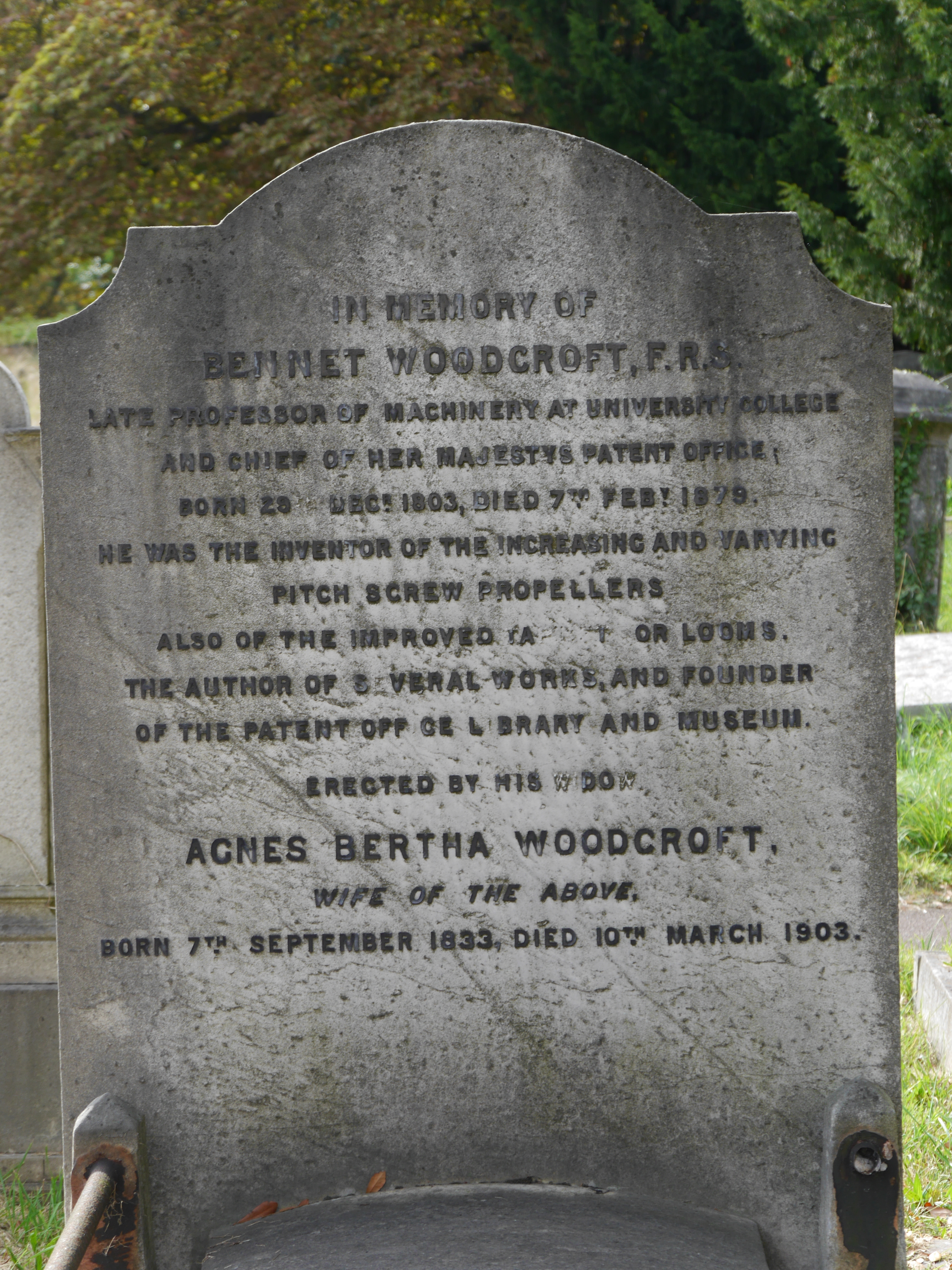
Monumento no Cemitério de Brompton

Uma carta a seu subordinado em South Kensington tipifica sua abordagem unânime: "Pegue o motor do Comet em toda a sua sujeira", ordenou, enfatizando a urgência da busca. O museu do Escritório de Patentes adquiriu também diversos exemplos de máquinas a vapor estacionárias, incluindo um motor Boulton & Watt que era o mais velho sobrevivente de seu tipo no mundo.
Sem Woodcroft é duvidoso que alguns dos artefatos mais importantes da primeira revolução industrial tivessem sido preservados.

## Publicações
- Bennet Woodcroft. Steam navigation. Reimpresso pela Society of Arts, 1847.
- Bennet Woodcroft. A sketch of the origin and progress of steam navigation from authentic documents com desenhos de John Cooke Bourne e litografias de C.F. Cheffins. 1848
- Bennet Woodcroft. Patents for inventions. Abridgements of specifications relating to sugar. A.D. 1663-1866. Patent Office (1871)